# Francisco Filipak
Francisco Filipak (Araucária, 7 de agosto de 1924 – Curitiba, 26 de março de 2010) foi um escritor, linguista e professor brasileiro,  membro da Academia Paranaense de Letras.

## Família e estudos
Filho de Antônio e Maria Filipak, descendentes de imigrantes poloneses, nasceu em Araucária, Paraná, 7 de agosto de 1924. Foi casado com Maria da Luz Clotilde Cunha Filipak.
Formou-se em Letras pela Pontifícia Universidade Católica do Paraná, Mestre em Letras pela mesma Universidade; em Filosofia pela Unisinos de São Leopoldo, RS; especialização em Língua e Cultura Polonesa pela Universidade Federal do Paraná, em convênio com a Universidade Jaguelônica de Cracóvia, Polônia, concluído em 1997. Foi professor de Português, concursado no magistério público do Paraná; de Teoria da Literatura na Fundação Estadual de Filosofia, Ciências e Letras de União da Vitória/ PR, na Faculdade de Educação, Ciências e Letras de Irati/PR e na Faculdade de Filosofia, Ciências e Letras Tuiuti, em Curitiba. Professor de Técnica de Comunicação na Faculdade de Ciências Econômicas, Contábeis e Administração “Professor De Plácido e Silva”, em Curitiba. Professor de Língua e Literatura Latinas nos cursos de Letras das Faculdades Tuiuti em Irati/ PR. Diretor da Faculdade Estadual de Filosofia, Ciências e Letras de União da Vitória/ PR, no quadriênio de 1968-1972.

## Obras
Como pesquisador, escreveu importantes obras, destaca-se algumas de suas escrituras:
- Teoria da Metáfora (Dissertação de Mestrado);
- Fundamentos da Linguagem;
- Antologia do Vale do Iguaçu em co-autoria com Nelson Sicuro;
- Poetas do Brasil, organização de Aparício Fernandes, publicados em 1975 e 1976;
- Glossário do Vale do Iguaçu, Editora: União da Vitória, 1976;
- Vocabulário Regional de Ibiraçu, ES;
- Centenário do Brasil da Família Filipak;
- Curitiba e suas Variantes Toponímicas;
- Dicionário Regional do Espírito Santo;
- Dicionário Sociolingüístico Paranaense, Curitiba, Imprensa Oficial, 2002;
- Literatura Polono-Brasileira (Monografia do Curso de Especialização em Língua e Cultura Polonesas);
- Helianto Outonal, poemas, Editora: União da Vitória, 1976;
- Calendário Cívico Religioso Nacional, Estadual e Municipal, PR;
- Curitiba e suas variantes toponímicas coré-curé-curiy: Ensaio Histórico-Linguïstico;
- Tropeirismo - Platino-Peruano & Platino-Brasileiro,  Curitiba, Juruá Editora, 2008.

## Carreira
O Escritor ocupava na Academia Paranaense de Letras a Cadeira Nº 39, Patrono Aristides de Paula França. Fazia parte do Instituto Histórico e Geográfico o Paraná, Centro de Letras do Paraná, Academia de Letras José de Alencar, Círculo de Estudos Bandeirantes, União Brasileira dos Trovadores e do Clube dos Trovadores Capixabas, Espírito Santo, Centro Cultural Professor S. Michaelle de Ponta Grossa, Paraná. Como Acadêmico da Academia Paranaense de Letras colaborou nas fundações de Academias Literárias no Paraná. Em Palmas, orientou a elaboração do Estatuto, a organização da documentação para a fundação da Academia Palmense de Letras, de Palmas, Paraná, da qual é Membro Benemérito. Manteve contato com vários membros fundadores da Academia Palmense de Letras, enviando poesias, mensagens, correspondência e livros. Relançou em Palmas o seu livro Curitiba e suas variantes toponímicas coré-curé-curiy: Ensaio Histórico-Linguïstico, com o apoio do Curso de Letras e da Academia Palmense de Letras.
Em 26 de março de 2010, faleceu Francisco Filipak, aos 85 anos de idade em Curitiba.